# Жилићи
Жилићи је насељено мјесто у граду Горажду, Босна и Херцеговина.

## Становништво
|         | 2013.       | 1991.        | 1981.        | 1971.        |
| Укупно  | 29 (100,0%) | 45 (100,0%)  | 85 (100,0%)  | 97 (100,0%)  |
| Бошњаци | 29 (100,0%) | 45 (100,0%)1 | 85 (100,0%)1 | 95 (97,94%)1 |
| Срби    | –           | –            | –            | 2 (2,062%)   |

1. 1 На пописима од 1971. до 1991. Бошњаци су пописивани углавном као Муслимани.